# Villar de Golfer

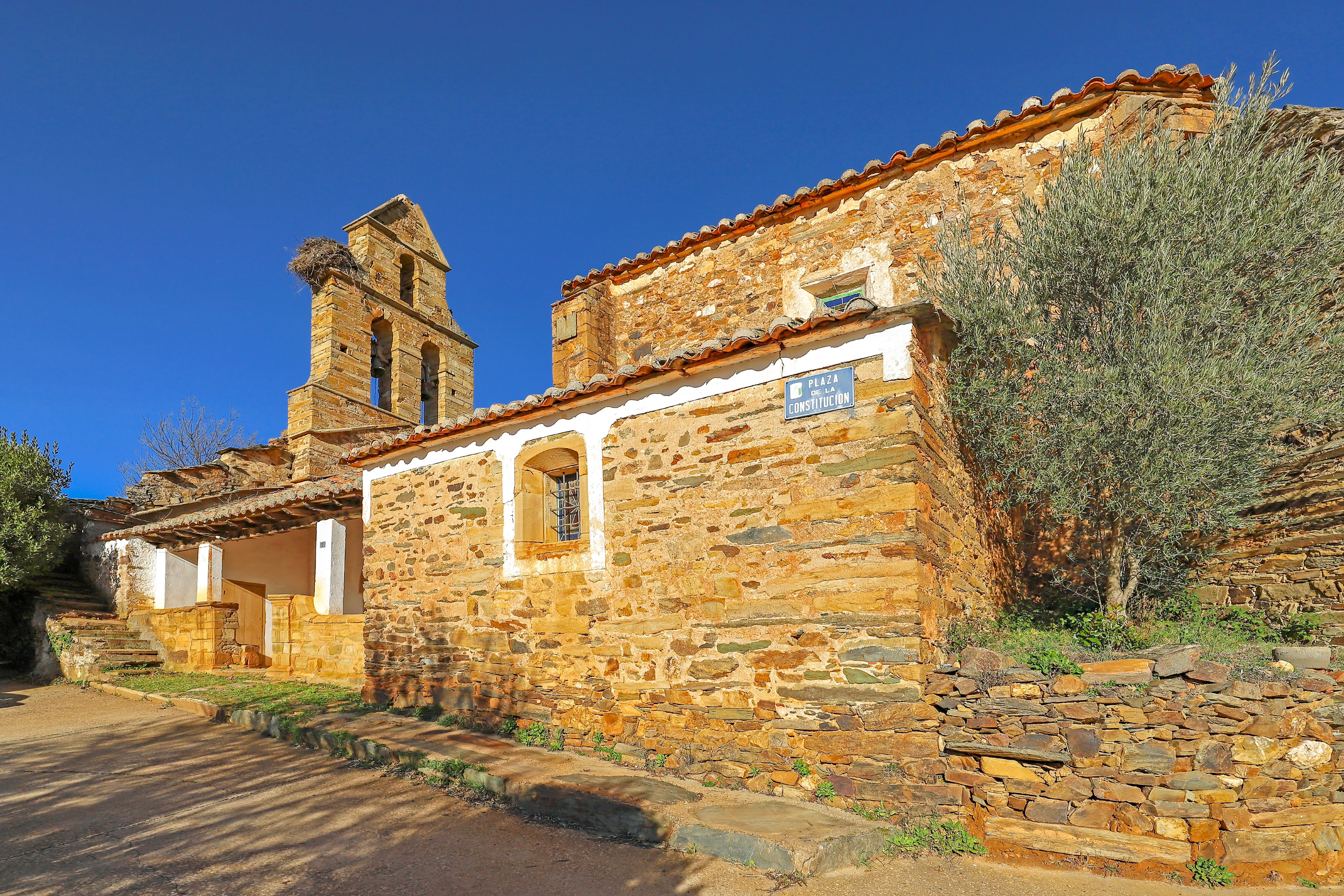
Iglesia la Natividad de Nuestra Señora

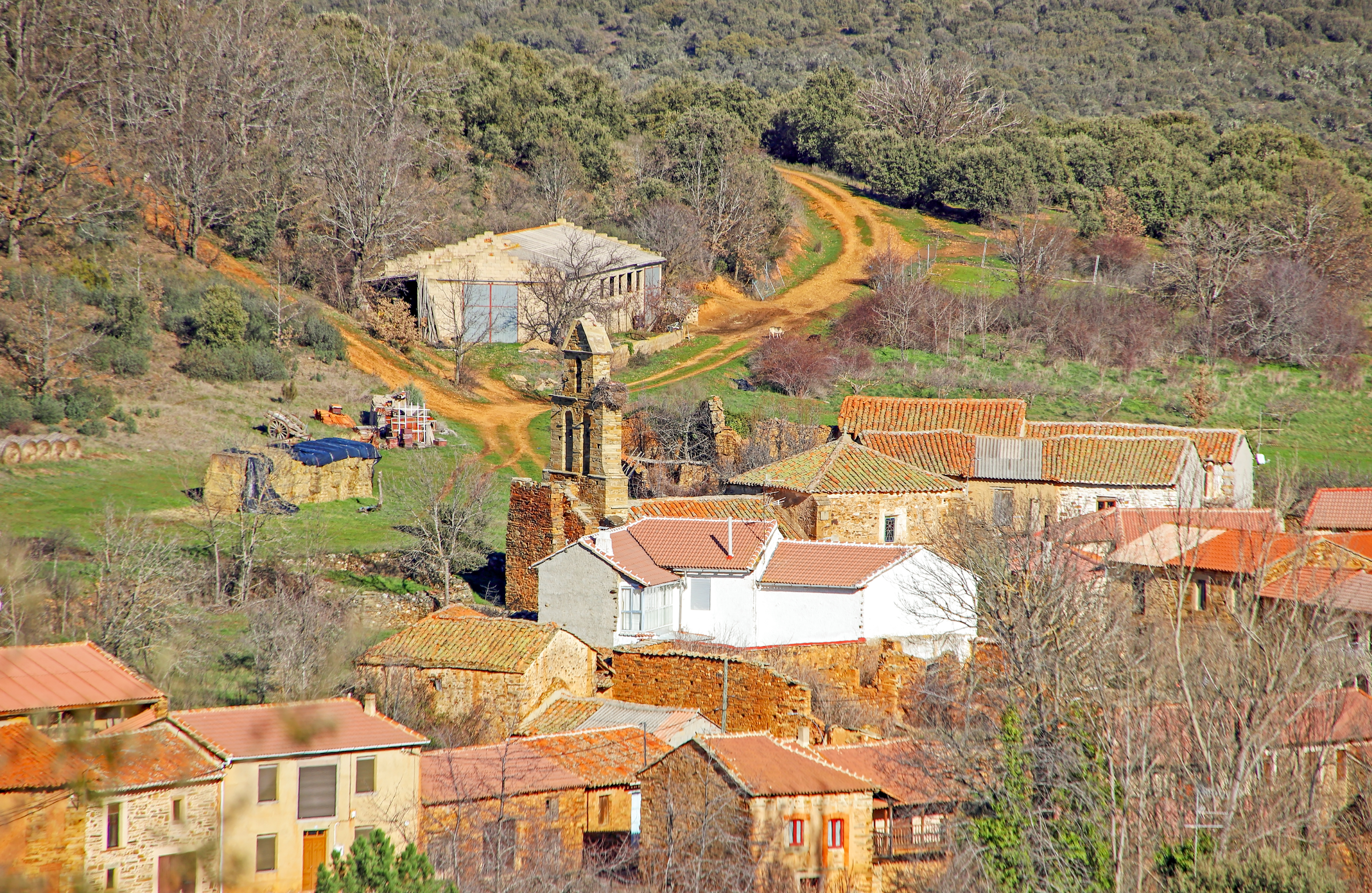
Barrio

Villar de Golfer es una localidad española que forma parte del municipio de Luyego, en la provincia de León, comunidad autónoma de Castilla y León.
Se encuentra situado al sur del río peces, en el valle de villar, en un entorno de suaves lomas en el cual los romanos dejaron su huella en el castro (fortificación) minero de La Huerga y en la Corona de Villar, lugares de habitación ocupados en época Altoimperial, así como restos de minería en Los Cabuercos.

## Patrimonio
El pueblo cuenta con un caserío formado por construcciones típicas maragatas en piedra, en cuanto al patrimonio religioso destaca su iglesia de Nuestra Señora de la Natividad, la cual es de una sola nave cubierta con un artesonado de madera, con pórtico, cabecera cuadrada y espadaña. En su interior cobija un retablo barroco en la capilla mayor del siglo XVIII. 
Otros dos retablos se sitúan a cada lado de la nave: el de San José y el de la Virgen del Rosario. 
En su fachada se encuentra un reloj de sol, datado de mediados del siglo XVIII.
Ermita de San Mamed, situada en un alto del pueblo y datada en el siglo XVI.

## Geografía

### Ubicación
| Noroeste: Luyego                   | Norte: Lagunas de Somoza       | Noreste: Santiago Millas         |
| Oeste: Boisán                      |                                | Este: Destriana                  |
| Suroeste Priaranza de la Valduerna | Sur: Priaranza de la Valduerna | Sureste: Velilla de la Valduerna |

## Demografía
Evolución de la población
| Gráfica de evolución demográfica de Villar de Golfer entre 2000 y 2017 |
|                                                                        |
| Población de derecho (2000-2017) según el padrón municipal del INE     |

## Festividades
El 7 de agosto se celebra la festividad de San Mamed o San Mamede (San Mamés) en su ermita.
El último sábado de agosto,se realiza una fiesta dedicada a La Sacramental, mientras que al día siguiente se dedica a la Virgen de La Carballeda.